# تپه جین جین داشی
تپه جین جین داشی مربوط به دوران‌های تاریخی پس از اسلام است و در استان قزوین، شهرستان آوج، بخش مرکزی، روستای منصور واقع شده و این اثر در تاریخ ۱۱ شهریور ۱۳۸۲ با شمارهٔ ثبت ۹۷۹۲ به‌عنوان یکی از آثار ملی ایران به ثبت رسیده است.